# السيله السفلى (الصومعة)

تعديل مصدري - تعديل

السيله السفلى هي إحدى قرى عزلة القيسين بمديرية الصومعة التابعة لمحافظة البيضاء، بلغ تعداد سكانها 205 نسمة حسب تعداد اليمن لعام 2004.